# Bisdom Ogoja
Het bisdom Ogoja (Latijn: Dioecesis Ogogiaensis) is een rooms-katholiek bisdom met als zetel de stad Ogoja in Nigeria. Het bisdom is suffragaan aan het aartsbisdom Calabar.

## Geschiedenis
Het bisdom werd opgericht op 13 maart 1938, uit de apostolische prefectuur Calabar, als de apostolische prefectuur Ogoja. Op 1 januari 1955 werd het een bisdom. 
Op 1 maart 1973 verloor het gebied bij de oprichting van het bisdom Abakaliki

## Parochies
In 2019 telde het bisdom 79 parochies. Het bisdom had in 2019 een oppervlakte van 12.557 km2 en telde 3.039.200 inwoners waarvan 31,5% rooms-katholiek was.

## Bisschoppen
- Patrick Joseph Whitney (13 maart 1938 - mei 1939)
- Thomas McGettrick (10 november 1939 - 1 maart 1973)
- Joseph Edra Ukpo (1 maart 1973 - 17 december 2003)
- John Ebebe Ayah (14 oktober 2006 - 5 juli 2014)
- Donatus Edet Akpan (9 april 2017 - heden)

Calabar (aartsbisdom) · Ikot Ekpene · Ogoja · Port Harcourt · Uyo